# Lewis Nixon
Lewis Nixon (New York, 30 september 1918 – Los Angeles, 11 januari 1995) was een officier in het Amerikaanse leger ten tijde van de Tweede Wereldoorlog.

## Voor de oorlog
Nixon werd geboren als zoon van Stanhope Wood Nixon en Doris Ryer Nixon. Op zijn zevende nam hij deel aan een modeljachtrace op het Conservatory Lake in het Central Park, waarbij hij een gouden en zilveren medaille won. In zijn jeugd leefde Nixon in New York en Montecito (Californië). Hij reisde veel en bezocht veel landen, waaronder Duitsland, Engeland en Frankrijk. Nixon zat twee jaar op de Yale-universiteit, maar besloot in januari 1941 te tekenen bij het leger. Na het afronden van de Officer Candidate School in 1941, nam hij de beslissing bij de paratroepers te gaan.

## Tweede Wereldoorlog
Nixon startte in het leger als soldaat, maar na afronding van de Officier Candidate School werd hij tweede luitenant. Hij werd geplaatst bij Easy Company van het 506th Parachute Infantry Regiment. Hij onderging zijn militaire training in Camp Toccoa in Georgia en trainde verder op diverse plaatsen in de Verenigde Staten en Engeland als voorbereiding op de landing in Normandië.
Nixon werd lid van de bataljonsstaf, maar stroomde, vlak nadat Easy Company Carentan innam op 12 juni 1944, door naar de regimentsstaf. Hij diende in Normandië, Nederland, Bastenaken en Duitsland, maar heeft nooit geschoten in de oorlog. Hij werd zelf wel geraakt in Nederland, maar doordat de kogel afketste op zijn helm, bleef hij ongedeerd. Hij ontwikkelde een drankprobleem en werd gedegradeerd naar de bataljonsstaf.
Nixon was een van de weinigen die ooit met een andere divisie of ander regiment sprong. Op 24 maart 1945 sprong hij in het kader van Operatie Varsity als observant voor generaal Maxwell D. Taylor met de 17th Airborne Division. Nixons vliegtuig werd echter geraakt, nadat hij en drie anderen al uit het vliegtuig waren gesprongen.
Nixon overleefde de oorlog en was op het laatst kapitein. Hij maakte de nederlaag van Duitsland mee, en keerde in september 1945 huiswaarts.

## Na de oorlog
Na de oorlog werkte Nixon bij Nixon Nitration Works in New Jersey, een bedrijf van zijn vader. Ook zijn oorlogsvriend Richard Winters werd manager bij het bedrijf. Na twee stukgelopen huwelijken, trouwde Nixon in 1956 met zijn derde en laatste vrouw Grace. Ze trokken zich terug en Nixon kwam tijdens dit huwelijk zijn drankproblemen te boven. Hij overleed in januari 1995 aan de gevolgen van diabetes.
In de miniserie Band of Brothers wordt de rol van Lewis Nixon gespeeld door Ron Livingston.